# Copil lângă ceașcă
L'Enfant à la tasse sau L'Enfant à la tasse, portrait de Jean Monet este o pictură în ulei pe pânză realizată în 1868 de pictorul francez Claude Monet. Tabloul - care îl prezintă pe fiul lui Monet, Jean așezat lângă o ceașcă cu dungi albe și albastre - este cel de-al treilea tablou al lui Monet în care îl prezintă pe fiul său.

## Vânzarea din 2013
Pictura a fost listată pe Amazon.com pentru vânzare pentru un preț de 1,45 milioane de dolari ca parte a inițiativei sale „artă plastică” în august 2013. Economistul Tyler Cowen a criticat inițiativa, spunând că „arată ca și cum dealerii încearcă să scape de inventarul nedorit, greu de vândut”.